# سفارة البحرين لدى المملكة المتحدة
سفارة البحرين لدى المملكة المتحدة هي البعثة الدبلوماسية لمملكة البحرين لدى المملكة المتحدة، وتقع بالعاصمة لندن.